# Hub (Bad Heilbrunn)
Hub ist ein Gemeindeteil von Bad Heilbrunn im oberbayerischen Landkreis Bad Tölz-Wolfratshausen.

## Lage
Der Weiler liegt circa eineinhalb Kilometer nordöstlich von Bad Heilbrunn auf der Gemarkung Oberbuchen.
Der Ort gehörte bis 1971 zur ehemaligen Gemeinde Oberbuchen.

## Baudenkmäler
Siehe: Liste der Baudenkmäler in Bad Heilbrunn#Andere Ortsteile